# Darej II.
Darej II. (perzijsko داريوش دوم‎‎, Dārayavahuš, Milostljiv, grško starogrško Δαρεῖος, Dareios) je bil od leta 423 do 404 ali 405 pr. n. št.  kralj perzijskega Ahemenidskega cesarstva, * 475 pr. n. št., † 404 pr. n. št.

## Življenjepis
Kralja Artakserksa I. je po smrti  25. decembra 424 pr. n. št. nasledil sin Kserks II. Po mesecu in pol vladanja ga je umoril starejši brat Sogdijan  (ali Secidijan). Njegov nezakonski polbrat Ohus, satrap Hikarnije, se je Sogdijanu uprl in ga po kratkem spopadu ubil in zatrl  izdajstvo svojega brata Arsitesa, ki ga je hotel umoriti. Ohus se je preimenoval v Dareja. Grški viri ga pogosto imenujejo Darej Nothos – Pankrt. V številnih babilonskih tablicah iz Nipurja nista omenjena  niti Kserkses niti Sogdijan. Dareju II. neposredno sledi Artakserks II.
O vladavini Dareja II. je malo znanega. Ksenofont ga omenja v uporu Medijcev leta 409 pr. n. št. Zgleda, da je bil precej odvisen od svoje žene Parisatis. Ktezij v nekaj odlomkih omenja nekaj haremskih spletk, v katerih je Darej igral nečastno vlogo.
Dokler je bila moč Aten nedotaknjena, se Darej ni vmešaval v grške zadeve. Ko so Atene leta 413 pr. n. št. podprle upor Amorga v Kariji, se je Darej na dogodek ni odzval. Ukrepal je šele potem, ko so Atene istega leta v bitki pri Sirakuzah doživele polom.  Maloazijskima satrapoma  Tisafernu in Farnabazu je ukazal, naj izterjata zapadle davke grških mest in začel vojno z Atenami.  Satrapa sta njegovo moč okrepila s sklenitvijo zavezništva s Šparto. Darej je leta 408 v Malo Azijo poslal svojega sina Kira Mlajšega z nalogo, da z vso silo izpelje vojno z Grki. 

## Smrt
Derej II. je po devetnajst letih vladavine leta 404 pr. n. št. umrl. Na prestolu ga je nasledil sin Artakserks II. 

## Otroci
Darej se je še pred prihodom na prestol poročil z Gobrijasovo hčerko, s katero je imel štiri sinove. Eden od njih je imel sina Artabazana, ki je v drugi polovici 3. stoletja pr. n. št. služil medijskemu kralju Atropatenu.
S svojo polsestro Parisatis je imel 
- Artakserksa II.
- Kira Mlajšega
- Oksatresa (Oksendaresa ali Oksendrasa)
- Artakserksa
- Ostana
- Amestris, poročeno s Terituhmesm in zatem z Artakserksom II.
- in sedem neimenovanih otrok

Z drugimi ženami je imel 
- Artosta
- neimenovanega sina, satrapa Medije leta 401 pr. n. št.